# Malleus Maleficarum

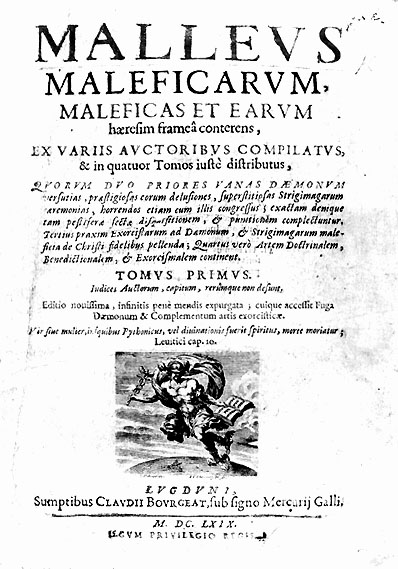
Portada del Malleus maleficarum en una edició de 1669.

El Malleus Maleficarum (en català: Martell de les Bruixes), és probablement el tractat més important que mai s'hagi publicat en el context de la persecució de bruixes del Renaixement. És un exhaustiu llibre sobre la caça de bruixes, que després de ser publicat primerament a Alemanya el 1486, va tenir dotzenes de noves edicions, es va difondre per Europa, i va tenir un profund impacte en els judicis contra les bruixes en el continent europeu durant prop de 200 anys. Aquesta obra és notòria pel seu ús en el període de la histèria per la cacera de bruixes que va assolir la seva màxima expressió des de mitjan segle xvi fins a mitjan segle xvii.

## Història
El Malleus Maleficarum o el martell de les bruixes va ser compilat i escrit per dos monjos inquisidors dominics, Heinrich Kramer i Jakob Sprenger, que van assegurar en el llibre que els havien estat atorgats poders especials per processar les bruixes a Alemanya pel Papa Innocenci VIII, per mitjà de la butlla papal Summis desiderantes affectibus, del 5 de desembre de 1484; però aquest decret havia estat emès abans que el llibre fos escrit, i abans que els seus mètodes planejats fossin donats a conèixer.
Kramer i Sprenger van presentar el Malleus maleficarum a la Facultat de Teologia de la Universitat de Colònia el 9 de maig de 1487, esperant que fos aprovat; en canvi, el clericat de la Universitat el va condemnar, declarant-lo tant il·legal com antiètic. Kramer, no obstant això, va inserir una falsa nota de suport de la Universitat en posteriors edicions impreses del llibre. La data de 1487 és generalment acceptada com la data de la publicació, encara que edicions més primerenques de l'obra podien haver estat produïdes en 1485 o 1486. Malgrat això entre els anys 1487 i 1520, l'obra va ser publicada 13 vegades. Després d'uns 50 anys, va ser novament publicada, entre 1574 i l'edició de Lió de 1669, un total de 16 vegades. La presumpta aprovació que apareix a l'inici del llibre, va contribuir a la seva popularitat, atès que semblava que se li havia atorgat un suport garantit.
Amb tot i això, el text va arribar a ser tan popular, que va vendre més exemplars que qualsevol altre llibre, a part de la Bíblia, fins i tot més que El Progrés del Pelegrí, de John Bunyan, que va ser publicat en 1678. Els efectes del Malleus maleficarum, es van escampar molt més enllà de les fronteres d'Alemanya, i van causar també un gran impacte a França i a Itàlia, a Espanya, i en menor grau, a Anglaterra.

## Falsificacions i traduccions
El Malleus maleficarum va ser originalment precedit per la butlla Summis desiderantes affectibus, que fou emesa pel Papa Innocenci VIII el 5 de desembre de 1484, el principal document papal sobre bruixeria. S'hi esmenta Sprenger i Kramer pels seus noms (Iacobus Sprenger i Henrici Institoris), i els commina a combatre la bruixeria en el nord d'Alemanya.
El llibre per si mateix no va ser ordenat per l'Església Catòlica. Els escriptors van adjuntar una nota d'aprovació de la Universitat de Colònia, ostensiblement firmada per quatre dels seus professors. Tanmateix, aquesta nota era una falsificació. La Universitat i l'Església mai no van aprovar el llibre, i de fet el van condemnar per l'ús de procediments antiètics, i perquè la seva demonologia no era acord amb la doctrina catòlica. Kramer va ser condemnat per la Inquisició en 1490.
Actualment es troben disponibles traduccions contemporànies de l'obra. Entre d'altres, una traducció alemanya del 2000, feta pels professors Jerouscheck i Behringer, titulada Der Hexenhammer (la traducció de Schmidt de 1906 és considerada molt pobra), i una en anglès (amb una introducció), feta per Montague Summers en 1928, que va ser reimpresa en 1948, i fins i tot actualment està disponible, amb una reimpressió de 1971 per Dover Publications. Una nova traducció, completament anotada per Christopher S. Mackay la va fer en novembre de 2006, la Cambridge University Press.

## Continguts
El llibre està dividit en tres seccions, cada una de les quals planteja preguntes específiques, que són respostes mitjançant arguments contraris. Hi ha poc material original al llibre; és més que res una recopilació de creences i pràctiques preexistents amb abundants parts preses d'obres anteriors tals com Directorium Inquisitorum (1376), de Nicolau Eimeric, o Formicarius (1435) de Johannes Nider.
La Part I busca provar que la bruixeria existia. Detalla com el Dimoni i els seus seguidors, les bruixes i bruixots, perpetren una plètora de mals «amb el permís de Déu Totpoderós». Més que explicar això com un càstig, tal com moltes autoritats eclesials de l'època feien, els autors d'aquest llibre proclamen que Déu permet aquests actes, a condició que el Diable no guanyi poder il·limitat i destrueixi el món.
Part d'aquesta secció explica perquè les dones, per la seva presumpta naturalesa més feble i intel·lecte inferior, són per naturalesa més propenses a la temptació de Satanàs que els homes. El mateix títol del llibre conté la paraula Maleficarum, la forma femenina del substantiu, i els escriptors declaren (incorrectament) que la paraula femina (dona) és una derivació de fe +minus, de poca fe (o infidel, o deslleial).
La Part II del Malleus Maleficarum descriu les formes de bruixeria. Aquesta secció detalla com les bruixes llancen encanteris, i com les seves accions poden ser previngudes o remeiades. Es fa especial èmfasi al Pacte amb el Diable i l'existència de bruixes és presentada com un fet. Moltes de les informacions del llibre d'encanteris, pactes, sacrificis i còpula amb el Diable van ser obtinguts (suposadament) de judicis inquisitorials duts a terme per Sprenger i Kramer.
La Part III detalla els mètodes per detectar, enjudiciar i sentenciar o destruir bruixes. La tortura en la detecció de bruixes és vista com una cosa natural; si el bruixot o bruixa no confessava voluntàriament la seva culpa, la tortura era aplicada com un incentiu per fer-ho. Els jutges eren instruïts per enganyar l'acusat si calgués, prometent misericòrdia per la confessió.
Aquesta secció també parla de la confiança que es pot tenir en els testimoniatges dels testimonis i la necessitat d'eliminar acusacions malicioses, però també sosté que el rumor públic és suficient per portar la persona a judici i que una defensa massa vigorosa és evidència que el defensor està embruixat. Hi ha regles sobre com prevenir que les autoritats siguin embruixades i el consol que, com a representants de Déu, els investigadors estan protegits de tots els poders de les bruixes.

## Sumari de les creences
Tant Kramer com Sprenger eren prolífics escriptors, i part del Malleus maleficarum és un resum d'un exhaustiu manuscrit sobre bruixeria escrita per Kramer el 1485. Generalment basat en la frase bíblica, «Als bruixots no els deixaran amb vida», el llibre també utilitza obres d'Aristòtil, les Sagrades Escriptures, Sant Agustí i Tomàs d'Aquino perquè se li doni suport. El sexisme del Malleus és innegable; la creença dels autors que les dones eren criatures inferiors, més febles i fàcilment corruptibles està emfasitzada al llarg de tota l'obra. Una de les incriminacions principals contra les dones és el «fet» que Eva seduí Adam: «El pecat d'Eva no hagués portat la mort a les nostres ànimes i als nostres cossos si no hagués passat després a Adam» i així va ser la dona que portà la desventura al món.
Pres com un tot, el Malleus maleficarum declara que algunes coses confessades per les bruixes, tals com transformacions en animals, eren meres il·lusions induïdes pel Dimoni per atrapar-les, mentre altres actes, com per exemple volar, causar tempestes i destruir plantacions, eren reals. El llibre parla detalladament sobre els actes llicenciosos comesos per les bruixes, la seva habilitat de crear impotència en els homes i fins i tot deixa oberta la pregunta sobre si els dimonis podrien ser els pares dels fills de les bruixes. L'estil narratiu és seriós i completament mancat d'humor, fins i tot els fets més dubtosos són presentats com a informació verídica.

## Obres basades en elMalleus
Una història anticlerical continguda en el llibre va ser la base per a l'òpera musical noruegobritànica Which Witch, que descriu la persecució i el judici d'una dona italiana innocent, que és cremada a l'estaca, per conspiradors a Alemanya, per les seves relacions amb un influent bisbe germànic. Al·ludeix a la seva font original, en l'esgarrifós número d'obertura, titulat Malleus Maleficarum. Se li va donar indiferència i va tenir aspres crítiques, i ha estat titllat fins i tot com «el pitjor musical de tots els temps» malgrat ser considerat per alguns com a cultura pop del Regne Unit. La música va ser composta per Benedicte Adrian i Ingrid Bjørnov, amb Adrian representant també un paper.
En 1963, Václav Kaplický, un escriptor txec, va escriure una novel·la anomenada Kladivo na arodjnice (Malleus Maleficarum en txec), i el 1969 (un any després de la Invasió soviètica de Txecoslovàquia) Otakar Vávra, va fer una pel·lícula basada en la novel·la que després va esdevenir un símbol de l'era de la normalització, i que aviat va ser prohibida.
En 2009, la colla de diables Pim Pam Pum Foc d'Olot, va representar l'espectacle Malleus maleficarum sobre la Inquisició espanyola en el segle xvi. En 2011, el Museu d'Història de Catalunya, va organitzar una exposició itinerant dedicada al tema, i va editar un documental amb el títol Malleus Maleficarum.